# Obična celinščica
Obična celinščica (grkljanka, skrižalina mala; lat. Prunella vulgaris) je biljka iz roda Prunella. Naraste do 30 cm visine. Cvate ljubičasto plavim cvjetovima. Biljka je ljekovita i jestiva dok je mlada. Udomaćena je u Europi, Aziji i sjevernoj Americi.

## Ljekovitost
Kao čajni oparak se uzima kod promuklosti, groznice, dijareje, unutarnjih krvarenja ,te se smatra da ublažava bolesti srca i jetre. Oblozi povoljno djeluju na opekline izazvane koprivom. Smatra se da je dobra za pospješenje zacjelivanja rana. Kinezi je smatraju dobrom za liječenje kroničnih bolesti. Cherokee su je također koristili u svojoj medicini.  U tradicionalnoj medicini Austrije koristi se kod bolesti dišnih organa, te raznih infekcija.

## Sastav
Biljka sadrži eterično ulje ( po sastavu a-kamfor,a-fenhon,fenhil alkohol),antocijane,organske kiseline,saponine,tanine,alkaloide,flavonoide.

## Podvrste
1. Prunella vulgaris subsp. asiatica (Nakai) H.Hara
2. Prunella vulgaris subsp. hispida (Benth.) Hultén
3. Prunella vulgaris subsp. lanceolata (W.P.C.Barton) Piper & Beattie

## Sinonimi
- Prunella aequinoctialis Kunth
- Prunella algeriensis Noë
- Prunella alpina Schur
- Prunella angustifolia Wender.
- Prunella asiatica var. albiflora (Koidz.) Nakai
- Prunella australasica Moric. ex Buch.-Ham.
- Prunella australis Sweet
- Prunella browniana Penny ex G.Don
- Prunella caerulea Gueldenst. ex Ledeb.
- Prunella capitellata Beck
- Prunella cordata Raf.
- Prunella dissecta Wender.
- Prunella elongata Douglas ex Benth.
- Prunella fischeriana Buch.-Ham.
- Prunella gracillicaulia A.P.Khokhr.
- Prunella heterophyla Raf.
- Prunella hirsuta Wender.
- Prunella hirta Bernh. ex Steud.
- Prunella incisa Link
- Prunella latifolia Donn
- Prunella longifolia Pers.
- Prunella mariquitensis Willd. ex Benth.
- Prunella microphylla Raf.
- Prunella novae-angliae Mill.
- Prunella obtusifolia Raf.
- Prunella officinalis Crantz
- Prunella ovata Pers.
- Prunella parviflora Lej.
- Prunella pennsylvanica Bigelow
- Prunella pennsylvanica var. ovata W.P.C.Barton
- Prunella petiolaris Raf.
- Prunella pratensis Schur
- Prunella purpurea Gueldenst. ex Ledeb.
- Prunella reptans Dumort.
- Prunella reticulata Raf.
- Prunella rosea Raf.
- Prunella scaberrima auct.
- Prunella sessilifolia Raf.
- Prunella vulgaris var. albiflora Tinant
- Prunella vulgaris var. atropurpurea Fernald
- Prunella vulgaris var. calvescens Fernald
- Prunella vulgaris var. capitellata (Beck) Nyman
- Prunella vulgaris var. japonica Kudô
- Prunella vulgaris var. leucantha Schur ex L.H.Bailey
- Prunella vulgaris var. parviflora (Lej.) Lej.
- Prunella vulgaris var. recta Tinant
- Prunella vulgaris subsp. vulgaris
- Prunella vulgaris var. vulgaris
- Prunella vulgaris f. vulgaris

## Vanjske poveznice
PFAF database Prunella vulgaris